# (20311) Nancycarter
(20311) Nancycarter (1998 FH117) – planetoida z pasa głównego asteroid okrążająca Słońce w ciągu 4,15 lat w średniej odległości 2,58 j.a. Odkryta 31 marca 1998 roku.